# Юмыш (нижний приток Бабки)
Юмы́ш — река в Пермском крае, правый приток реки Бабка, протекает по территории Кунгурского муниципального округа. Длина реки 43 км.

## География
Исток у подножия гор Бабинская и Тёплая. Основное направление течения — на восток и юго-восток. Русло сильно извилистое, река меандрирует, в пойме много стариц. Протекает через населённые пункты Богородск, Банниково, Нивино, Юмыш, Троельга, Мясниково, Шавкуново. Впадает в Бабку в 23 км от её устья, на западной окраине посёлка Комбинат, входящего в состав станции Ергач. В 19 км выше по течению в Бабку впадает ещё одна река с названием Юмыш.
Основные притоки (расстояние в километрах от устья):
- 7,5 км: Шавляш (пр)
- 11 км: Полыгарец (пр)
- 30 км: Шурыш (пр)

## Данные водного реестра
По данным государственного водного реестра России, река Юмыш (относится к Камскому бассейновому округу. Водохозяйственный участок реки — Сылва, речной подбассейн реки — бассейны притоков Камы до впадения Белой, речной бассейн реки — Кама.
Код водного объекта — 10010100812111100013712